# Vicious Delicious
Vicious Delicious је шести студијски албум израелског психоделичног тренс дуа Infected Mushroom. Објављен је 26. март 2007 године. Издање је првобитно било заказано за 6. јун 2006, али је морало бити одложено због проблема у промотивној кампањи албума. На албуму је учествовало неколико гостујућих музичара, укључујући канадску хип-хоп групу Swollen Members и пјевача Гилберта Цереза из групе Kinky. Омот албума је илустровао кинеско-амерички умјетник Давид Ху. 
Aлбум стилски веома различит од претходних, у распону од амбијенталне и електронике до хип хопа и рока. Реакције критичара на овај албум су биле помијешане, док су њихови дугогодишњи обожаваоци били разочарани променом стила (први пут комбинују хип-хоп дијелова и вокала на студијском албуму). Са друге стране ова промјена је привукла нови број обожавалаца из шире јавности и "мејнстрима". Пјесма Artillery садржи семпл из филма Не качи се са Зоханом у којем глуми Адам Сендлер. 

## Списак пјесама
1. "Becoming Insane" - 7:20
2. "Artillery" (ft. Swollen Members) - 4:28
3. "Vicious Delicious" - 7:24
4. "Heavyweight" - 8:41
5. "Suliman" - 6:10
6. "Forgive Me" - 3:29
7. "Special Place" - 6:53
8. "In Front of Me" - 4:29
9. "Eat It Raw" - 6:30
10. "Change the Formality" - 7:44
11. "Before" - 6:56